# Dr. Dre
Dr. Dre (rojen Andre Romel Young), ameriški raper, * 18. februar 1965.

## Življenjepis

### Zasebno življenje
Odrasel je v Comptonu in imel težko otroštvo, saj sta se njegova starša ločila že pred njegovim rojstvom ter ker je živel v getu. Opravil je študij. 
V začetku 2021 je bil hospitaliziran zaradi možganske anevrizme.
Po 24 letih zakona se je decembra 2021 ločil od soproge Nicole Young.

### Ustvarjanje
Svojo kariero je začel kot najstnik, nastopal je v klubih in na zasebnih zabavah, ko je pel, rapal in igral električni klavir se je predstavljal pod imenom svojega košarkarskega idola Dr. J. Čez nekaj let se je njegova mama poročila z Warrenom Griffinom Jr., očetom kasnejšega raperja Warrena G-ja, ki je seznanil Andreja in Cordozarja Calvina Broadusa, poznanega kot Snoop Dogga. V prvi polovici osemdesetih je Young ustanovil World Class Wreckin' Cru in spremenil vzdevek iz Dr. J v Dr.Dre, do tega imena pa je prišel tako, da je vzel del vzdevka svojega idola in zadnji del svojega imena Andre. 

### N.W.A.
Leta 1986 sta Dr.Dre in DJ Yella zapustila World Class Wreckin' Cru in ustanovila novo skupino imenovano N.W.A. Z ustanovitvijo te skupine je postal bolj poznan na zahodni obali, saj je bila ta skupina zelo popularna ter je bila odskočna deska za prihodnost v solo karieri. V tistem času se je Youngov način rapanja še razvijal in ni bil podoben njegovemu današnjemu stilu, po katerem je poznan. Na vrhuncu popularnosti je Dr.Dre leta 1991 zapustil N.W.A., saj je Eric Wright poznan kot Eazy E, preusmeril večino dobička skupine na svoj račun.

### Založba Death Row
V tistem letu je Andre z varnostnikom pri N.W.A. ustanovil Death Row Records. Svoj prvi samostojni singel “DeepCover” je izdal jeseni 1992, takrat pa je tudi začel sodelovati s Snoop Doggom. Dr.Dre je gostil Snoop Dogga na svojem prvem albumu The Chronic, ki je večkrat postal platinast in je še vedno eden najbolje prodajanih hip-hop albumov v zgodovini. Pesem “Let Me Ride”, ki je bila na albumu The Chronic je Youngu prinesla gramija za najboljšo rap skladbo v letu 1994. Za The Chronicom je platinast album dobilo tudi nekaj njegovih varovancev. V naslednjem letu je Young produciral Brodausov prvi album Doggystyle, ki je doživel izjemen uspeh, saj je bil prvi prvenec na Billboardovih lestvicah, ki je zasedel prvo mesto. V letu 1996 je ustvarjalec pri Death Rowu, 2pac pomagal utrditi Death Row in Dre-ja, ki sta postala pomembna v glasbeni industriji. Vendar je ob koncu leta sreča obrnila hrbet Death Rowu, zaradi smrti 2Paca, saj so vse obtožbe letele na enega vodilnih pri založbi, Sugea Knighta. Zaradi teh tragičnih dogodkov in obtožb, da ni Dre produciral nekaterih albumov, ki naj bi jih, je odšel iz Death Row Records in ustanovil še eno založbo imenovano The Aftermath.

### Založba Aftermath
Izdal je nov album Dr. Dre Presents...The Aftermath, ki je bil na neki način oglas za novo založbo, vendar po Drejevih standardih ni preveč uspel, čeprav je postal platinast. Produciral še en album, ki je tudi doživel platinasto naklado, vendar so tudi tega kritiki raztrgali. Stvari so se izboljšale, ko je Young podpisal pogodbo z raperjem iz Detroita, Marshall Mathersom poznanim kot Eminem, saj mu je produciral tri skladbe, ki so bile na zelo uspešnem albumu The Slim Shady LP izdanem leta 1999, ki mu je sledil še uspešnejši album Marshall Mathers LP v letu 2000. Dr. Dre je izdal svoj drugi album imenovan 2001 ob padcu poznanosti v letu 1999. Album je bil zelo uspešen in je dokazal, da čeprav v preteklih letih Dre svojih albumov ni izdal, da je še zmeraj glasbeni mojster. Leta 2000 je Dr.Dre dobil gramija za producenta leta, za dela “The Marshall Mathers LP” in “2001”. Andre Young je nastopal tudi v filmih “Set It Off”, “The Wash” in “Training Day”, vendar je povedal, da igralstvo ni za njega. V letu 2002 sta Dr.Dre in Eminem producirala album Get Rich or Die Tryin’ za raperja 50 Centa, ki je bil velik uspeh. 50 Cent je kasneje ustvaril svojo rap skupino imenovano G-Unit, ki je tudi postala zelo uspešna.
Izdaja Detoxa, ki naj bi bil Drejov zadnji samostojni album je bil načrtovan za izdajo v letu 2004, vendar so ga porinili v ozadje in naj bi izšel šele v poletju 2007, saj ima Young veliko dela kot producent in preden bo izdal svoj album, bo pri tem pomagal drugim.
Nekateri glasbeniki s katerimi je Dr.Dre sodeloval:
- Suge Knight
- Snoop Dogg
- Eminem
- The Game
- Nick Forand
- Busta Rhymes
- 50 Cent
- Eve
- Warren G
- DJ Yella
- The D.O.C.
- Eazy-E
- 2Pac
- Nas
- Foxy Brown
- AZ
- Mel-Man
- Devin the Dude
- Hittman
- Xzibit
- Nate Dogg
- Gwen Stefani
- Mary J. Blige
- Stat Quo
- Jay-Z